# 2422 Perovskaya
2422 Perovskaya eller 1968 HK1 är en asteroid i huvudbältet som upptäcktes den 28 april 1968 av den ryska astronomen Tamara Smirnova vid Krims astrofysiska observatorium på Krim. Den har fått sitt namn efter Sofia Perovskaja.
Asteroiden har en diameter på ungefär 5 kilometer.